# Groupe de NGC 5638
Le groupe de NGC 5638 comprend au six galaxies situées dans la constellation de la Vierge. La distance moyenne entre ce groupe et la Voie lactée est d'environ 23,1 Mpc (∼75,3 millions d'al). Le groupe de NGC 5638 fait partie de l'amas de la Vierge III.

## Membres
Le tableau ci-dessous liste les six galaxies qui sont indiquées sur le site « Un Atlas de l'Univers » créé par Richard Powell.  
A. M. Garcia mentionne aussi toutes les galaxies de ce groupe, mais ces six galaxies font partie du groupe de NGC 5746 groupe plus vaste qui comprend 31 galaxies.
| Nom      | Classification | Type                        | α (J2000.0)   | δ (J2000.0) | Vitesse radiale (km/s) | Magnitude apparente | Distance (Mpc) | Dimension (kal) |
| -------- | -------------- | --------------------------- | ------------- | ----------- | ---------------------- | ------------------- | -------------- | --------------- |
| NGC 5636 | SAB(r)0+       | Lenticulaire                | 14h 29m 39.0s | 03° 15′ 59″ | 1651 ± 3               | 12,7                | 23,1 ± 1,6     | 42              |
| NGC 5638 | E1             | Elliptique                  | 14h 29m 40.4s | 03° 14′ 00″ | 1676 ± 4               | 11,2                | 23,4 ± 1,7     | 60              |
| NGC 5668 | SA(s)d         | Spirale                     | 14h 33m 24.3s | 04° 27′ 02″ | 1583 ± 1               | 11,5                | 22,1 ± 1,5     | 36              |
| IC 1024  | S0?            | Lenticulaire                | 14h 31m 27.2s | 03° 00′ 33″ | 1479 ± 5               | 12,9                | 20,7 ± 1,5     | 31              |
| UGC 9310 | SBdm           | Spirale barrée magellanique | 14h 30m 01.1s | 03° 13′ 14″ | 1846 ± 4               | 14,7                | 25,8 ± 1,8     | 49              |
| UGC 9380 | Im             | Irrégulière magellanique    | 14h 34m 39.2s | 04° 15′ 46″ | 1692 ± 5               | 14,7                | 23,6 ± 1,7     | 43              |

Le site DeepskyLog permet de trouver aisément les constellations des galaxies mentionnées dans ce tableau ou si elles ne s'y trouvent pas, l'outil du site constellation permet de le faire à l'aide des coordonnées de la galaxie. Sauf indication contraire, les données proviennent du site NASA/IPAC.